# Никола Янкович
Никола Янкович (серб. Никола Јанковић/Nikola Janković, нар. 7 червня 1993, Лазаревац) — сербський футболіст, захисник клубу «Вождовац». Виступав також за клуб «Чукарички», в якому став володарем Кубка Сербії.

## Ігрова кар'єра
У професійному футболі Никола Янкович дебютував 2011 року виступами за команду «Колубара», в якій грав до 2013 року, взявши участь у 48 матчах чемпіонату. У 2013 році футболіст перейшов до клубу «Чукарички», в якому грав до 2017 року, та став у складі белградської команди володарем Кубка Сербії..
У 2017 році Янкович нетривалий час грав у словенському клубі «Кршко», та ще цього року став гравцем чеського клубу «Яблонець», у якому грав до 2019 року. У 2019 році футболіст повернувся на батьківщину до клубу «Інджія». У 2020 році сербський захисник перейшов до боснійського клубу «Звієзда 09», але ще в цьому ж році вдруге за кар'єру став гравцем клубу «Колубара». На початку 2023 року Янкович став гравцем сербського клубу «Младост» (Новий Сад), проте за півроку знову став гравцем «Колубари». З 2024 року футболіст грає в клубі «Вождовац».

## Титули і досягнення
- Володар Кубка Сербії (1):

«Чукарички»: 2014–2015